# Giansiro Ferrata
Giansiro Ferrata (Milano, 28 gennaio 1907 – Milano, 8 luglio 1986) è stato un critico letterario e scrittore italiano.

## Biografia
Insieme ad Alberto Carocci e Leo Ferrero fondò la rivista letteraria Solaria nel 1926. Insigne studioso della letteratura italiana, diresse per la casa editrice Arnoldo Mondadori Editore le collane Classici Contemporanei Italiani e I Meridiani.
Ebbe anche un piccolo ruolo nel film La notte di Michelangelo Antonioni del 1961.

## Opere

### Narrativa
- Luisa. Romanzo, Firenze, Edizioni di Solaria, 1933.
- La tragica vicenda di Carlo III (1848-1959), con Elio Vittorini, Milano, Mondadori, 1939.

### Saggi
- 1963: Milano dall'Ottocento al Duemila, disegni di Ernesto Treccani, impaginazione di Albe Steiner, Editore Gianni Tamburini, 1962.
- Prospettiva dell'Otto-Novecento, Editori Riuniti, Milano 1978, ISBN 978-88-359-1835-6. [Premio Speciale del Premio Viareggio[2]]
- Presentazioni e sentimenti critici (1942-1965), Gianni Mangiarotti Editore.

### Curatele
- Giovanni Faldella, Figurine, Collezione Corona, Milano, Bompiani, 1942.
- Carlo Cattaneo, India · Messico · Cina, Collezione Biblioteca Universale, Milano, Bompiani, 1942.
- Racconti lombardi dell'ultimo '800, Collezione Il Centonovelle, Milano, Bompiani, 1949.
- Emilio De Marchi, Grandi romanzi, Collezione I Classici Contemporanei Italiani, Milano, Mondadori, 1960.
- La Voce 1908-1916. antologia, Roma, Luciano Landi editore, 1961.
- 2000 pagine di Gramsci, 2 voll. (I: Nel tempo della lotta 1914-1926; II: Lettere edite e inedite 1912-1937), a cura di G. Ferrata e Niccolò Gallo, Collana La Cultura, Milano, Il Saggiatore, 1964.
- Emilio De Marchi, Varietà e inediti, 2 voll., Milano, Mondadori, 1965.
- Gabriele D'Annunzio, Il Piacere, Collana Oscar, Milano, Mondadori, 1974.
- Guido Gozzano, Poesie scelte, Collana Oscar Poesia, Milano, Mondadori, 1977.